# Nordamerikanischer Bachstichling
Der Nordamerikanische Bachstichling (Culaea inconstans), auch Fünfstachliger Stichling, ist ein Fisch und einziger Vertreter der Stichlingsgattung Culaea.
Diese Stichlingsart ist in vielerlei Hinsicht (Verhalten und Erscheinung) dem Neunstachligen Stichling sehr ähnlich. Der Erstbeschreiber ordnete die neue Art ursprünglich der Gattung Gasterosteus zu, später wurde sie aber in den Rang einer eigenen Gattung erhoben. Der neue Gattungsname Eucalia war jedoch bereits durch eine Schmetterlingsgattung belegt und wurde durch den bis heute gültigen Namen Culaea ersetzt.

## Verbreitung und Lebensraum
Der Nordamerikanische Bachstichling lebt vorwiegend im kühlen Süßwasser, beispielsweise Quellgewässern. Seine Toleranz gegenüber Temperaturschwankungen und brackigem oder salzigem Wasser ist gering. Im Sommer muss das Habitat zum Schutz vor Fressfeinden dichten Pflanzenwuchs und weichen Bodengrund aufweisen. Im Winter zieht sich der Bachstichling in tiefere und pflanzenärmere Gewässerschichten (z. B. Strömungsrinnen) zurück.
Das Verbreitungsgebiet ist auf Nordamerika beschränkt.

## Merkmale
Der Bachstichling bleibt mit einer Durchschnittsgröße von 6,5 Zentimetern recht klein. Die vier bis sechs (meist fünf) Rückenstacheln sind kürzer als bei den meisten anderen Stichlingsarten. Die Ventralstacheln und die Beckenknochen sind ebenfalls relativ schwach entwickelt und können bei einigen Populationen sogar ganz fehlen.
Außerhalb der Brutzeit trägt der Bachstichling ein Tarnkleid von olivgrüner bis brauner Färbung. Zur Laichzeit färben sich die Männchen fast schwarz. Ihre Kehle, Brust und Bauch nehmen eine dunkle, grüne bis braune Farbe an, die Flanken tragen ein feines türkises oder messingfarbenes Tüpfelmuster. Rücken- und Afterflosse dunkeln ab, während sich die Schwanzflosse weiß verfärbt. Die Iris wird durch einen vertikalen schwarzen Streifen durchzogen. Die Weibchen tragen zur Laichzeit ein braunes Fleckenmuster.
Die Haut trägt eine Reihe (30–36) winziger Knochenplättchen, die sich vom Hinterrand der Kiemendeckel bis zur Basis der Schwanzflosse zieht. Die geringe Größe der Plättchen lässt die Haut nackt erscheinen.
Anzahl der Flossenstrahlen:
- Dorsale 1 V (IV–VI)
- Dorsale 2 10 (8–13)
- Anale I/10 (7–12)
- Caudale 12 (11–12)
- Pectorale 10 (9–11)

## Verhalten
Der Nordamerikanische Bachstichling ernährt sich von kleinen Wirbellosen, die er auch aus tieferen Schlammschichten hervorholen kann. Er ist scheu und greift, wegen seiner schwachen Defensivbewaffnung, in Gefahrensituationen auf ein ähnliches Schutzverhalten wie der Neunstachlige Stichling zurück: Flüchtende Tiere suchen Deckung vor Fressfeinden, indem sie sich in den schlammigen Grund bohren. Häufig werden auch durch Grundberührungen Mulmwolken aufgewirbelt, in deren Schutz der Fisch seinem Angreifer zu entgehen versucht.
Das Fortpflanzungsverhalten des Nordamerikanischen Bachstichlings unterscheidet sich nur wenig von dem seines neunstachligen Verwandten.
Die Art ist sehr kurzlebig, nur wenige Exemplare erreichen ein Alter von 2 Jahren.